# Mitschig
Mitschig (slowenisch Mičiče) ist ein Dorf, eine Ortschaft und eine Katastralgemeinde in der Gemeinde Hermagor-Pressegger See in Kärnten, in Österreich. Das Haufendorf liegt im Gailtal und hat 74 Einwohner (Stand 1. Jänner 2024). Bis Ende 1972 war Mitschig eine eigenständige Gemeinde.

## Geschichte
Mit 1. Jänner 1973 wurde die bis dahin selbständige Gemeinde Mitschig zusammen mit den Gemeinden Egg, Görtschach, Hermagor und Teilen von Rattendorf zu Hermagor-Pressegger See fusioniert.

## Kultur und Sehenswürdigkeiten
- Katholische Pfarrkirche Hl. Magdalena (Denkmallisteneintrag)
- Mitschighof, ein Gasthof auf Nr. 2, im Kern aus dem 16. Jahrhundert
- Maria und ihr Ehegatte Erasmus von Jormannsdorf, Andreas II. von Graben und Hans Gasser überlassen 1539 Gregor Dueller den Hof und Edelmannssitz zu Mitschig als Lehen